# Jean-Paul Sartre

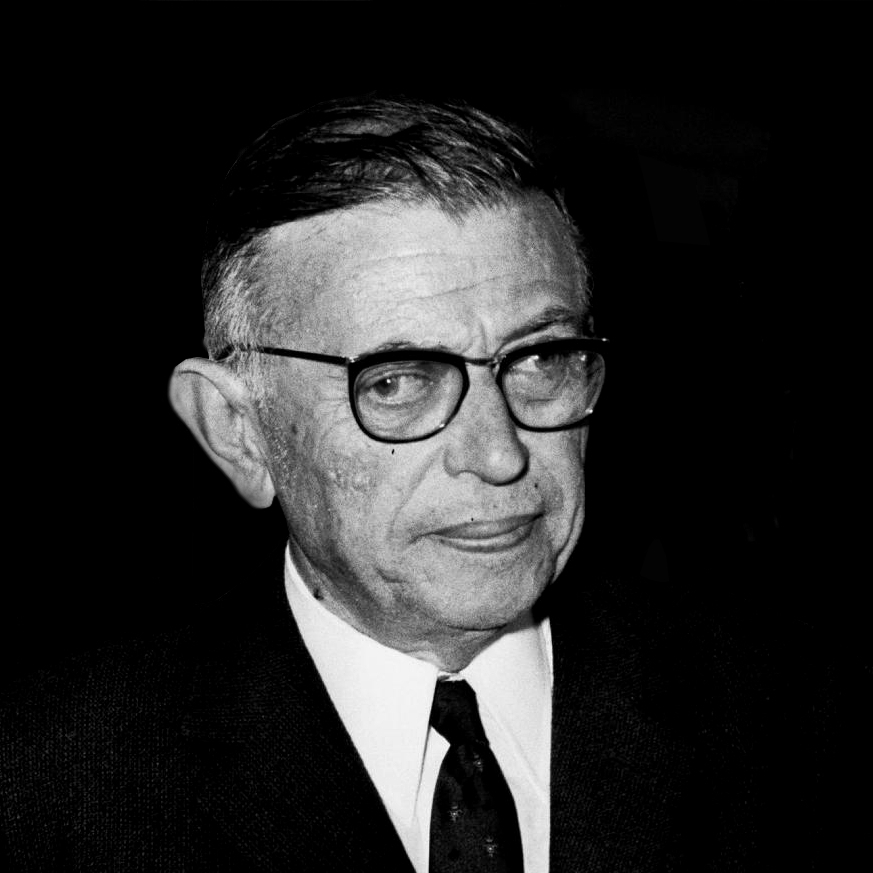
Jean-Paul Sartre (um 1967)

Jean-Paul Charles Aymard Sartre [ʒɑ̃pɔl saʀtʀ̩] (* 21. Juni 1905 in Paris; † 15. April 1980 ebenda) war ein französischer Romancier, Dramatiker, Philosoph, Religionskritiker und Publizist. Er gilt als Vordenker und Hauptvertreter des Existentialismus und als Paradefigur der französischen Intellektuellen des 20. Jahrhunderts. Er war der langjährige Partner von Simone de Beauvoir.
Sartre wurde in Paris geboren und wuchs unter dem Einfluss seines Großvaters auf, nachdem sein Vater früh verstorben war. Er studierte an der renommierten École Normale Supérieure und begann seine Karriere als Gymnasiallehrer für Philosophie. Sartres Leben war geprägt von intensiver intellektueller Arbeit, politischem Engagement und seiner lebenslangen Partnerschaft mit Simone de Beauvoir. Seine Werke, darunter Romane wie Der Ekel und philosophische Schriften wie Das Sein und das Nichts, erforschten Themen wie Freiheit, Verantwortung und die menschliche Existenz. Sartre lehnte 1964 den Nobelpreis für Literatur ab und blieb bis zu seinem Tod eine kontroverse und einflussreiche Figur in der französischen und internationalen Kulturszene.

## Leben und Schaffen

### Kindheit und Schulzeit
Sartre wurde in Paris als Sohn des Marineoffiziers Jean-Baptiste Sartre (1874–1906) geboren. Der Vater starb schon 15 Monate nach der Geburt seines Sohnes Jean-Paul an Gelbfieber. Seine junge Mutter Anne-Marie (1882–1969) zog daraufhin zurück zu ihren Eltern. Dort wuchs Sartre unter dem Einfluss seines Großvaters Charles Schweitzer (1844–1935) auf, eines Onkels von Albert Schweitzer und Gymnasiallehrers (agrégé) für das Fach Deutsch. Von ihm und wechselnden Privatlehrern wurde er zu Hause unterrichtet. Er begann sehr früh zu lesen (auch auf Deutsch), erlitt jedoch schon als Junge eine Linsentrübung im rechten Auge, das nach und nach erblindete und nach außen wanderte, sodass er mit der Zeit immer stärker schielte. Bis zum Alter von zehn Jahren hatte er kaum Kontakte außerhalb seiner Familie, in der er einziges Kind war und blieb. Hiernach kam er auf das prestigeträchtige Gymnasium Lycée Henri IV. Mit fast sechzig beschrieb er diese Kindheit in Les mots ‚Die Wörter‘.
1917 heiratete seine Mutter wieder und zog mit ihm zu ihrem neuen Mann, einem Freund des Verstorbenen, nach La Rochelle – zwei Veränderungen, die der Zwölfjährige nur schwer verkraftete. Hinzu kam, dass sein Großvater empört mit ihm brach, als er erfuhr, dass der Junge Geld aus der Haushaltskasse genommen hatte, um sich mit Süßigkeiten bei seinen neuen Klassenkameraden einzuschmeicheln.
1920 wurde Sartre nach Paris zurückgeschickt und besuchte – nunmehr als Internatsschüler – wieder das Henri IV. Hier freundete er sich mit einem Klassenkameraden an, dem späteren Schriftsteller-Kollegen Paul Nizan, der ihn in die zeitgenössische Literatur einführte. 1922 legte er das Baccalauréat ab und beschloss, zusammen mit Nizan, ein Studium an der École Normale Supérieure (ENS) anzustreben, der Elitehochschule für die Lehramtsfächer. Beide wechselten deshalb auf das Lycée Louis-le-Grand, dessen Vorbereitungsklassen (classes préparatoires) für die ENS angeblich besser waren als die des Henri IV.

### Studium, Berufseinstieg und Krieg
1923 konnte Sartre eine Novelle und einige Romankapitel in kleinen Zeitschriften unterbringen, zugleich begann er, sich für Philosophie zu interessieren. 1924 belegte er den sechsten Rang in der Aufnahmeprüfung (concours) für die ENS. Sein Wohnheimzimmer dort teilte er mit dem ebenfalls aufgenommenen Nizan.
Die vier Jahre auf der ENS waren eine glückliche Zeit für Sartre: Er las viel und arbeitete regelmäßig jeden Tag von 9 bis 13 und von 15 bis 19 Uhr, was er sein ganzes Leben lang beibehielt. Er absolvierte Kurse und Prüfungen in Psychologie, Moralphilosophie, Soziologie, Logik, Metaphysik und Latein, interessierte sich für die neue Kunstform Film und für den aus Amerika importierten Jazz. Auch nahm er Boxunterricht, denn le petit homme ‚das Männlein‘, wie er von seinen Freunden genannt wurde, maß nur 1,53 m.
Bei sonntäglichen Besuchen seiner Eltern, die inzwischen nach Paris gezogen waren, führte er hitzige Debatten mit seinem Stiefvater Joseph Mancy, der ihn als communiste patenté ‚Kommunist mit Brief und Siegel‘ apostrophierte. Zwar war Sartre, anders als sein Freund Nizan, kein Mitglied der Kommunistischen Partei Frankreichs, doch war er Sympathisant und verweigerte zum Beispiel zusammen mit Nizan die für Studenten der ENS quasi obligatorische Ausbildung zum Reserveoffizier.
Auch ein erster Versuch mit der Liebe fällt in diese Zeit: Sartre hatte auf einer Beerdigung eine entfernte junge Verwandte aus Toulouse kennengelernt, die ihn aber bei ihren seltenen kurzen Treffen ziemlich frustrierte, ähnlich wie später sein Alter Ego Roquentin im Roman La Nausée ‚Der Ekel‘ von seiner Freundin Anny frustriert wird.
Philosophisch begann Sartre, der sich in der Familie seines Großvaters und dann seines Stiefvaters immer überzählig (de trop) gefühlt hatte, eine „Theorie der Kontingenz“ zu entwickeln, gemäß der das menschliche Leben ein Zufallsprodukt sei und nicht unbedingt einen von höheren Mächten verbürgten Sinn habe.
1928 erhielt er bei der Rekrutierungsprüfung (agrégation) für das Amt des Gymnasiallehrers nur den für eine Einstellung nicht ausreichenden 50. Platz, angeblich weil er versucht hatte, originelle Ideen zu äußern.
Nachdem Nizan geheiratet hatte, meinte auch Sartre, dies tun zu müssen und ließ seine Eltern um die Hand einer jungen Frau anhalten, die er kennengelernt hatte; er wurde jedoch abgewiesen. Wenig später, bei der Vorbereitung für den zweiten Anlauf auf „l'agreg“, begegnete er seiner künftigen Weggefährtin Simone de Beauvoir. Beide wurden angenommen, Sartre diesmal auf Platz 1, Beauvoir auf Platz 2.
Während Beauvoir als erst 21-jährige Gymnasiallehrerin nach Marseille geschickt wurde, trat Sartre seinen Militärdienst bei den Meteorologen in Tours an. Sein Ausbilder war der ein Jahr ältere ENS-Kamerad Raymond Aron, der spätere bedeutende Soziologe und Philosoph. Da der Dienst ihn wenig beanspruchte, schrieb Sartre viel: Gedichte, den Anfang eines Romans, Entwürfe zu Theaterstücken.
Zum Beginn des Schuljahres 1931, mit 26, wurde er vom Unterrichtsministerium als Gymnasiallehrer für Philosophie nach Le Havre geschickt.

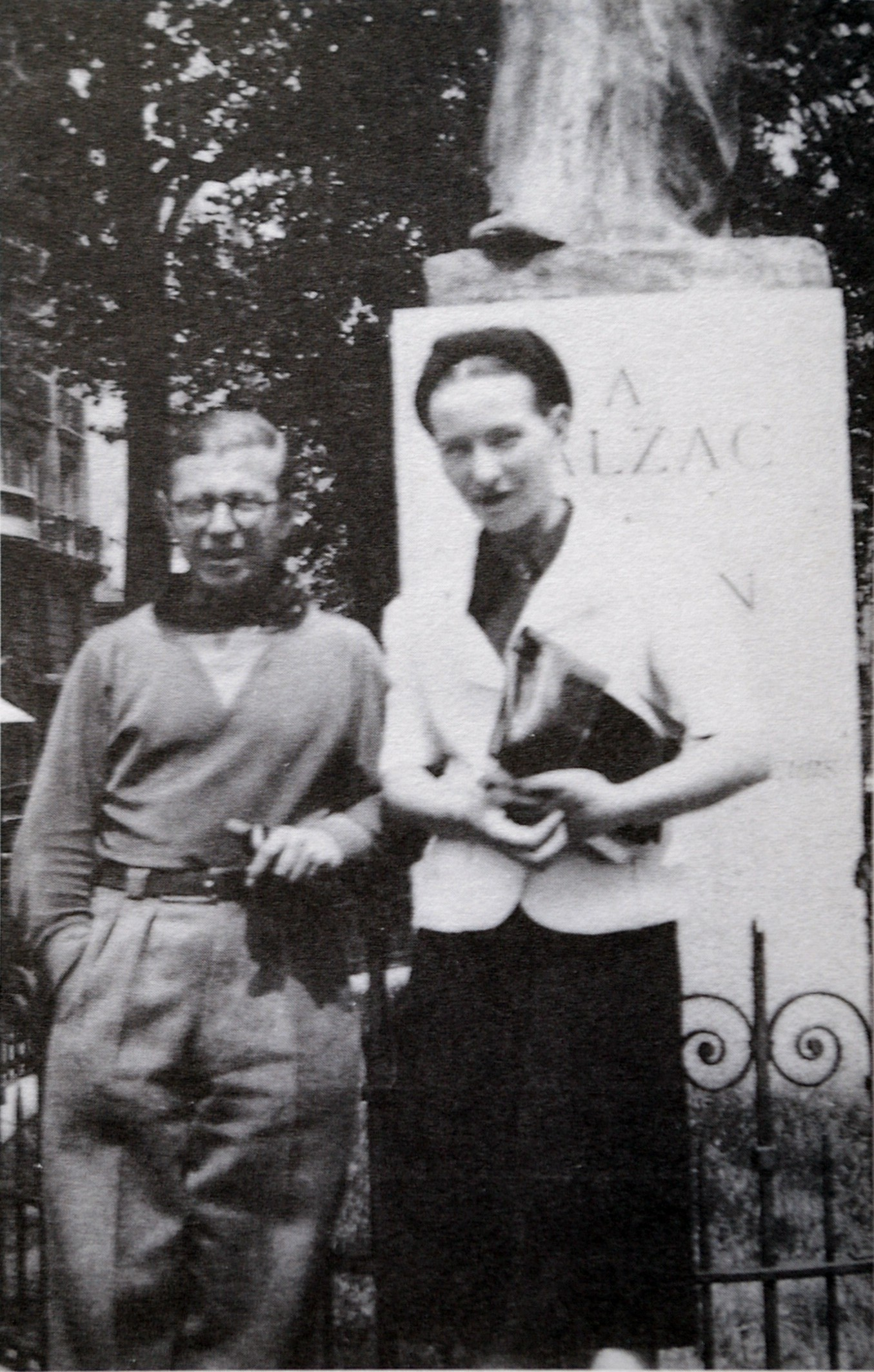
Sartre und Beauvoir am Denkmal Balzacs

Beauvoir und er trafen sich aber weiterhin regelmäßig in Paris, ihrem dauerhaften Lebensmittelpunkt. Bei seinen Schülern war Sartre bald als interessanter Lehrer beliebt, aber bei den Kollegen als arrogant verschrien. Er begann an einem Factum sur la contingence ‚Streitschrift über den Zufall‘ zu arbeiten, einer polemisch-satirischen Schrift gegen die seines Erachtens allzu optimistische und positive Schulphilosophie, die er gemäß Lehrplan verabreichen musste. 1932 reiste er mit Beauvoir in die Bretagne, nach Spanien und das damalige Spanisch-Marokko, was er vom kleinen Erbe der Großmutter Louise Schweitzer geb. Guillemin (1850–1932) bezahlte.
Zum anschließenden Schuljahrswechsel wurde Beauvoir nach Rouen versetzt, nur 90 Kilometer von Le Havre entfernt, so dass man sich nun bequemer treffen konnte. Gemeinsam interessierten sie sich für Sigmund Freud und dessen Psychoanalyse. Sartre entdeckte die Phänomenologie Edmund Husserls, aber auch die Romane Hemingways. 1933 unternahm man wieder gemeinsame Reisen, diesmal nach London und Italien.
Im Herbst 1933 ging Sartre für ein Jahr als Stipendiat an das Institut français in Berlin. Hier las er Husserl und Heidegger, Faulkner und Kafka und begann aus dem factum einen Roman zu entwickeln, das spätere La Nausée ‚Der Ekel‘. Die Politik interessierte ihn nur am Rande, die gerade erfolgte Machtübernahme Hitlers hielt er, wie viele linke Intellektuelle, für einen vorübergehenden Spuk. Nach Ablauf des Stipendiums reiste er mit Beauvoir durch Deutschland, Österreich und die 1918 neugeschaffene Tschechoslowakei.
Ab Herbst 1934 unterrichtete er wieder in Le Havre, wo er sich einsam und deplatziert fühlte und schließlich depressiv wurde. Denn auch die allgemeine Stimmung war schlecht in der Hafenstadt, die besonders stark unter der Weltwirtschaftskrise litt, die mit drei, vier Jahren Verspätung nun auch Frankreich getroffen hatte. Sartres Depression verstärkte sich durch Wahn- und Panikphasen, weil er sich 1935, nachdem er eine Doktorarbeit über die Vorstellungskraft zu schreiben begonnen hatte, von einem befreundeten Arzt die Droge Meskalin hatte spritzen lassen. Eine dieser Drogenpsychosen brachte ihn sogar für zwei Wochen in eine Psychiatrische Klinik. Er nahm am 14. Juli 1935 mit Beauvoir an der antifaschistischen Großkundgebung in Paris teil, mit der die französischen Linksparteien und Gewerkschaften gemeinsam auf den wachsenden Druck der faschistischen Kräfte auch in Frankreich reagierten.
1936 beendete Sartre den Roman, an dem er seit Berlin gearbeitet hatte. Er war sehr enttäuscht, als der Gallimard-Verlag das Manuskript ablehnte. Trotzdem schrieb er nun weiter erzählende Texte. In seinen eigenen Augen war er offenbar zum belletristischen Autor geworden, und er wurde von Beauvoir bestärkt, die inzwischen ebenfalls an einem Roman schrieb.
Im Mai und Juni 1936 gingen sie beide zwar aus Prinzip nicht zur Wahl, waren aber begeistert, als die linke „Volksfront“ die Wahlen gewann. Der Ausbruch des Spanischen Bürgerkriegs im Juli bewegte auch Sartre zutiefst. Den Gedanken, sich als Freiwilliger den antifaschistischen Internationalen Brigaden anzuschließen, verwarf er aber, zumal er gerade nach Laon versetzt und dabei zum Lehrer für Vorbereitungsklassen zur ENS befördert worden war. Nach einer Italienreise mit Beauvoir verarbeitete er das Thema Spanischer Bürgerkrieg in der Erzählung Le Mur ‚Die Mauer‘, die von André Gide für die Nouvelle Revue Française angenommen wurde und Aufmerksamkeit erregte, als sie im Juli 1937 dort erschien. In Le Mur gestaltet Sartre eine Grenzsituation menschlichen Daseins, in Form einer radikalen Analyse der Todesangst dreier im Spanischen Bürgerkrieg von der Falange zum Tode Verurteilter. Ein Thema, das er später mehrfach neu aufgriff. Ebenfalls 1937 wurde schließlich auch sein Roman angenommen, wobei der Verleger Gallimard vorschlug, den Text zu kürzen und den ursprünglich geplanten Titel Melancholia in La Nausée (eigentlich: ‚die Übelkeit‘, ‚der Brechreiz‘) abzuändern.
Zum Schuljahr 1937/38 wurde Sartre in den Pariser Vorort Neuilly versetzt, auch Beauvoir bekam eine Stelle in Paris. Sie wohnten nun in zwei durch ein Stockwerk getrennten Zimmern eines kleinen Hotels (Hotel Mistral) im IV. Arrondissement. Ans Heiraten dachten sie nicht: Sartre legte keinen Wert auf eine bürgerliche Existenz und Beauvoir verstand sich vor allem als Schriftstellerin und dazu gehörte, dass sie weder Ehefrau noch Mutter sein wollte.
Im April 1938 kam mit Erfolg La Nausée heraus: ein Roman, dessen Ich-Erzähler Roquentin ähnliche Sinn- und Selbstfindungsprobleme hat, wie sie auch Sartre in den Jahren von Le Havre hatte, und der so wie dieser die Krise schließlich nicht durch Selbstmord löst, sondern mit dem Entschluss Romancier zu werden. Auch ein Sammelband mit Erzählungen aus den letzten drei Jahren, den Sartre 1939 unter dem Titel Le Mur herausgab, fand erfreuliche Beachtung. Zugleich beauftragte ihn Gide, eine Artikelserie über moderne Autoren für die Nouvelle Revue Française zu schreiben: Sartre hatte seinen Durchbruch geschafft. Er machte sich nun an ein größeres Romanprojekt und begann dessen ersten Band L'Âge de raison ‚Die Zeit der Reife‘.
Waren er und Beauvoir bisher fast hochmütig „freischwebende Intellektuelle“ gewesen (eine Wortschöpfung des Soziologen Karl Mannheim), so begannen sie nun, angesichts des zunehmenden Expansionsdrangs Hitlers, sich politisch zu engagieren. Als Frankreich am 3. September 1939 Deutschland den Krieg erklärte, wurde Sartre eingezogen. La drôle de guerre, den Krieg, der zunächst keiner war, verbrachte er im Elsass, wo er an seinem Roman und einem Tagebuch schrieb und sich Notizen für eine philosophische Abhandlung machte. Im April 1940 konnte er auf einem Urlaub in Paris den „prix du roman populiste“ entgegennehmen. Während nach dem 10. Mai 1940 der deutsche Angriff Frankreich ins Chaos stürzte, schrieb Sartre fieberhaft an den letzten Seiten von L'Âge de raison. Ende Juni, kurz vor dem Waffenstillstand, geriet er mit seiner Einheit in Gefangenschaft. Hierbei nahm ihm ein deutscher Offizier das fertige Manuskript ab, verwahrte es aber und ließ es ihm später wieder zukommen.
Sartre verbrachte im Stalag XII D in Trier fast glückliche Monate. Er schloss Freundschaften, zum Beispiel mit dem Jesuitenpater Paul Feller (1913–1979), und verfasste ein versteckt politisches Stück, Bariona ou le Fils du tonnerre ‚B. oder der Sohn des Donners‘, das er mit Kameraden zu Weihnachten aufführte. Anders als die anderen Gefangenen, die nach und nach als Zwangsarbeiter auf deutsche Fabriken und Bauernhöfe verteilt wurden, kam Sartre mit Hilfe eines Gefälligkeitsattests (Teilerblindung des rechten Auges) im März 1941 frei. Beauvoir, die sich mit den neuen Verhältnissen in Frankreich offenbar arrangiert hatte, war frappiert von der „Starrheit seines Moralismus“, den er aus dem Lager mitbrachte.
Beide aktivierten nun alte Bekanntschaften und gründeten die Widerstandsgruppe Socialisme et liberté ‚Sozialismus und Freiheit‘, die sich mehr gegen das Vichy-Regime richtete als gegen die deutschen Besatzer, die man zu dieser Zeit in Frankreich kaum wahrnahm. Sartres Versuche, Kontakte zu kommunistischen Bekannten zu knüpfen und mit ihnen zusammenzuarbeiten, schlugen fehl. Die Kommunisten, die nach dem Verbot von 1939 schon eine Widerstandsorganisation im Untergrund aufgebaut hatten und die nach dem deutschen Überfall auf die Sowjetunion am 22. Juni 1941 mit Attentaten auf deutsche Soldaten begannen, hielten ihn für einen anarcho-linken kleinbürgerlichen Intellektuellen, der für direkte Aktionen ähnlich unbrauchbar war wie die Figur Hugo im Stück Les mains sales ‚Die schmutzigen Hände‘. Sie misstrauten ihm auch wegen seiner ungewöhnlich raschen Entlassung aus der Kriegsgefangenschaft und verbreiteten das Gerücht, er sei Agent der deutschen Gestapo.
Im Sommer machte Sartre mit Beauvoir per Fahrrad eine ebenso anstrengende wie abenteuerliche Reise ins unbesetzte Südfrankreich, um Kontakte zu politisch linken Autoren zu suchen, die sich dorthin zurückgezogen hatten. Die Aktion blieb aber erfolglos. Immerhin entwickelte er auf dieser Fahrt die Konzeption für sein Stück Les Mouches ‚Die Fliegen‘, in dem ein ihm selbst ähnelnder Oreste den dem Staatschef Pétain ähnelnden Tyrannen Égisthe erschlägt, jedoch vom Volk, das er befreien will, abgelehnt wird und enttäuscht über dessen politische Unreife das Land verlässt. Mit dem Reueritual des Volkes von Argos spielt Sartre auf die Vorwürfe Pétains an, die Franzosen hätten ihre Niederlage selbst verschuldet durch den « esprit de jouissance » (deutsch: „Geist der Genusssucht“), den sie sich zur Zeit der Volksfront angewöhnt hätten.
Ähnlich frustriert wie sein Oreste, löste Sartre 1942 seine Widerstandsgruppe auf und beschränkte sich auf das Schreiben. Er stellte Les mouches fertig und arbeitete an seinem philosophischen Hauptwerk, L'Être et le néant ‚Das Sein und das Nichts‘. Im Oktober wurde er an eines der besten Pariser Gymnasien versetzt, das Lycée Condorcet, wo er einen Posten erhielt, der durch die Zwangspensionierung eines Kollegen jüdischer Herkunft freigeworden war. 1942 beendete er L'Être et le néant und begann den zweiten Band seiner Romantrilogie, Le Sursis ‚Der Aufschub‘.
Ab 1942/43 wurde Sartre im nun langsam erstarkenden Widerstand erneut aktiv und trat dem Comité national des écrivains ‚Nationalkomitee der Schriftsteller‘ bei.
Im Frühjahr 1943 erschienen trotz Papierknappheit L'Être et le néant und Les mouches. Letzteres wurde am 3. Juni sogar uraufgeführt – mit Plazet der deutschen Zensur, aber nur mäßigem Erfolg. Später im Jahr verfasste Sartre sein erstes Film-Drehbuch Les jeux sont faits ‚Das Spiel ist aus‘ sowie in wenigen Tagen das Theaterstück Huis clos ‚Geschlossene Gesellschaft‘, ein Drama um einen Mann und zwei Frauen, die sich mit allen Tricks des Psychoterrors gegenseitig das Leben zur Hölle machen, wo sie der Fiktion nach schon sind. Als Huis clos am 27. Mai 1944 einen Skandalerfolg auslöste, bestätigte es Sartre als eine zentrale Figur im intellektuellen Paris der Zeit. Tatsächlich kannte er inzwischen alle Leute, die dort von Belang waren oder es werden sollten, wie Jean Cocteau, Michel Leiris, Albert Camus, Raymond Queneau, Georges Bataille, Boris Vian, Jean Genet, Armand Salacrou und Jacques Lacan.
Nach der alliierten Landung in der Normandie am 6. Juni 1944 zogen er und Beauvoir es vor, Paris zu verlassen. Sie kehrten erst nach dem Beginn des Abzugs der deutschen Truppen (25. August) in die Stadt zurück.
Da Sartre inzwischen gut von seiner Autorentätigkeit leben konnte, ließ er sich vom Schuldienst beurlauben und quittierte diesen schließlich ganz. Als Anfang 1945 sein Stiefvater starb, zog er zu seiner Mutter. Vorübergehende Heiratspläne mit einer Französin, die er im Winter 1944/45 während eines USA-Aufenthaltes kennengelernt hatte, realisierte er nicht.

### Die große Zeit

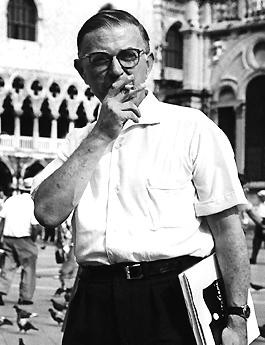
1951 in Venedig

In den Nachkriegsjahren war Sartre der tonangebende französische Intellektuelle: Sein L'Être et le néant ‚Das Sein und das Nichts‘ und der Essay L’existentialisme est un humanisme ‚Der Existentialismus ist ein Humanismus‘ von 1946 galten als Hauptwerke der neuen, hauptsächlich von ihm geschaffenen Philosophie des Existenzialismus, dessen Kernaussage ist, dass der Mensch durch den Zufall seiner Geburt in die Existenz „geworfen“ ist und aktiv selbst versuchen muss, dem Leben einen Sinn zu geben.
Seine Romane ließen sich gut verkaufen: L’Âge de raison und Le Sursis erschienen 1946 gemeinsam unter dem Titel Les chemins de la liberté ‚Die Wege der Freiheit‘, 1949 kam auch der dritte Teil der Trilogie hinzu mit dem Titel La Mort dans l’âme ‚Den Tod in der Seele‘.
Seine Stücke wurden auf allen französischen und vielen europäischen Bühnen gespielt:
- 1946 Morts sans sépulture ‚Tote ohne Begräbnis‘ sowie
- La Putain respectueuse ‚Die ehrbare Dirne‘, in dem Sartre Erfahrungen seiner Amerikareise von 1945 verarbeitet;
- 1948 Les mains sales ‚Die schmutzigen Hände‘, wo Sartre sich in die Figuren des jungen bürgerlichen Anarchisten Hugo und des sozialistischen Realpolitikers Hoederer hineinprojiziert.

Auch als Publizist war Sartre sehr aktiv. Die von ihm gegründete und herausgegebene Zeitschrift Les Temps Modernes ‚Moderne Zeiten‘ wurde ein Forum für viele Autoren von Rang.

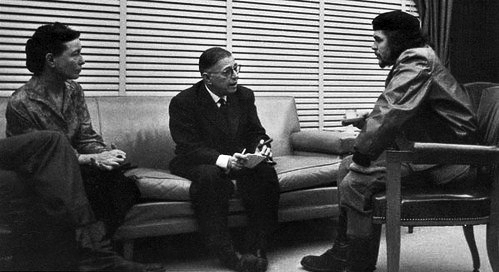
Jean-Paul Sartre (Mitte) und Simone de Beauvoir im Gespräch mit Che Guevara auf Kuba (1960)

Entsprechend wurde sein Leben immer bewegter. Er gab Interviews und ging – oft zusammen mit Beauvoir – auf Vortragsreisen im In- und Ausland.
Auch politisch blieb er engagiert: So war er 1948 Mitbegründer des Comité français d’échanges avec l’Allemagne nouvelle und einer kurzlebigen neuen Partei, die einen „dritten Weg“ zwischen Sozialisten und Kommunisten beschreiten sollte. Allerdings schlug er sich 1952, anlässlich der Verhaftung von Jacques Duclos, dem damaligen Fraktionsvorsitzenden der KPF, auf die Seite der Kommunisten, was den Bruch mit etlichen gemäßigt linken Intellektuellen nach sich zog, zum Beispiel mit Camus, dem er Verrat an den Zielen der Linken vorwarf. 1956 kehrte Sartre wiederum den Kommunisten den Rücken, weil er die sowjetische Intervention in Ungarn missbilligte. In seinem 1960 erschienenen Werk Critique de la raison dialectique ‚Kritik der dialektischen Vernunft‘ versuchte er, die marxistische Dialektik mit dem Existenzialismus und dessen Betonung des freien Willens zu verbinden.
In den 50er und 60er Jahren war er einerseits ein Kritiker am Stalinismus, verzichtete jedoch nach seinen Reisen in die Sowjetunion auf weitere Kritik. In den Mai-Unruhen 1968 schlug er sich auf die Seite linker Studenten, war dann von 1970 bis 1973 Weggefährte der französischen Maoisten. Bis zuletzt setzte er sich für die Entrechteten dieser Welt ein, wie 1979 mit Raymond Aron für die Kampagne „Ein Schiff für Vietnam“.
Er schrieb auch in diesen Jahren noch viel, zum Beispiel literaturkritische Artikel (gesammelt gedruckt in den Bänden Situations, 1947–1965) und literaturtheoretische Essays – insbesondere den politisches Engagement vom Autor fordernden Qu’est-ce que la littérature ‚Was ist Literatur‘, 1947 –, aber auch Autorenmonografien über Baudelaire, 1947, Jean Genet, 1952, Mallarmé, 1953, und Gustave Flaubert, 1971–1972; hinzu kamen einige Dramen, darunter 1951 Le Diable et le bon Dieu ‚Der Teufel und der liebe Gott‘ oder 1959 Les séquestrés d’Altona ‚Die Eingeschlossenen‘ sowie 1963 das autobiografische Werk Les Mots ‚Die Wörter‘, das seine Kindheit reflektiert. Er wurde auch für die Vorlage für Die Hochmütigen (Les orgueilleux) 1957 für den Oscar für beste Originalgeschichte nominiert.
In der Öffentlichkeit wurde Sartre seit 1949 immer mehr als maître à penser ‚Vordenker‘ und Intellektueller wahrgenommen, der seine Stimme zu den großen und auch manchen kleineren Problemen der Nation erhob und der gegen Menschenrechtsverletzungen in den französischen Kolonialkriegen (Algerienkrieg, Indochinakrieg) und später auch in Vietnam (Vietnamkrieg) oder im kommunistischen Ostblock protestierte. Dies verschaffte ihm allerdings nicht nur Bewunderung, sondern auch den Hass vieler rechtsgerichteter Franzosen. 1960 wurde er in die American Academy of Arts and Sciences gewählt.

### Letzte Jahre

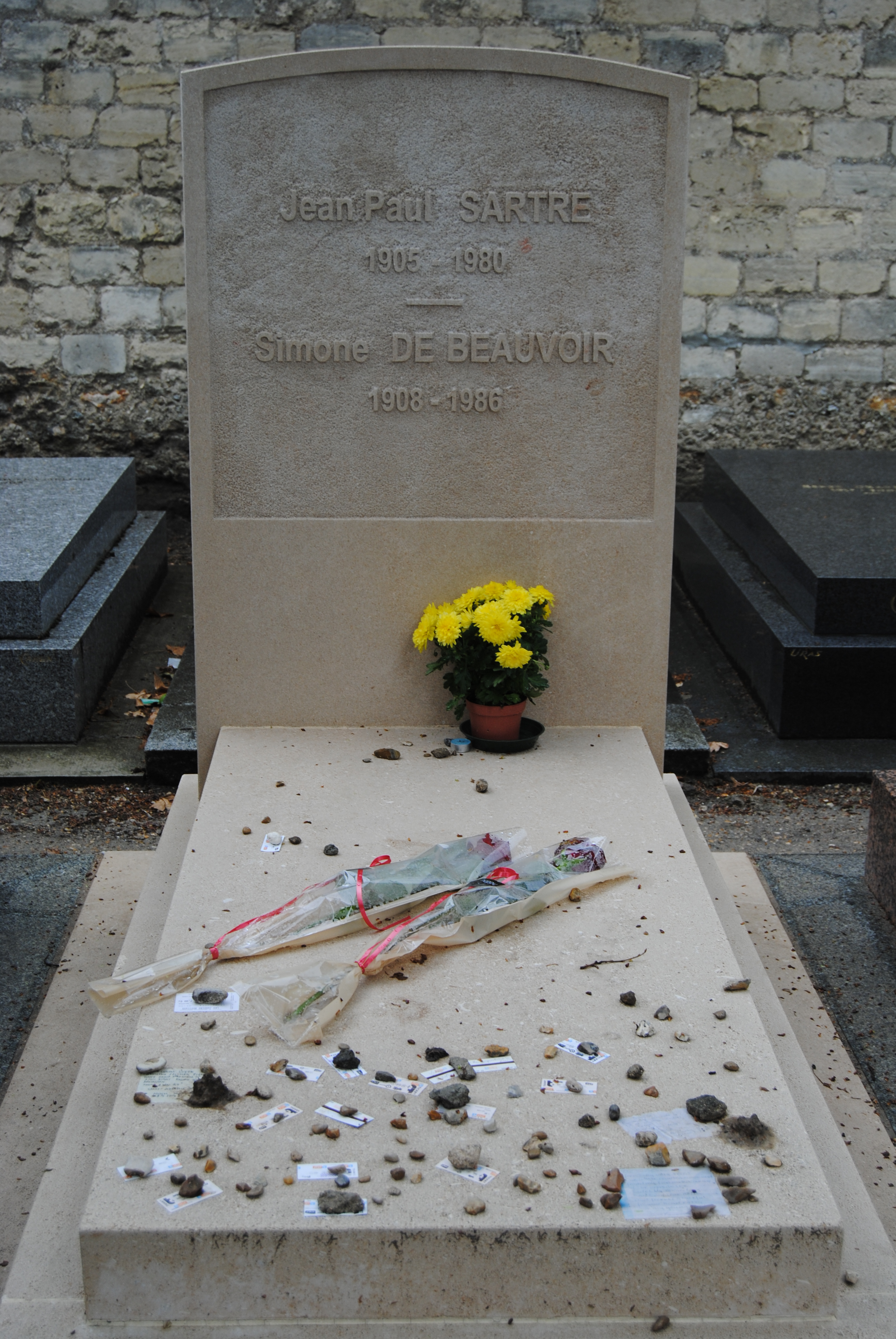
Grabstein von Jean-Paul Sartre und Simone de Beauvoir am Cimetière Montparnasse (2014)

Am 22. Oktober 1964 wurde Sartre der Nobelpreis für Literatur zuerkannt. Bereits im September war durchgesickert, dass er Favorit für den Preis sei, und Sartre hatte bereits einen Brief an die Schwedische Akademie gesandt, in dem er schrieb, er wolle nicht auf der Liste der möglichen Preisträger stehen und werde den Preis ablehnen, wenn er ihn erhalten sollte. Die Akademie bestätigte den Eingang eines Briefs des Schriftstellers, dessen Inhalt sie als „vertraulich“ bezeichnete, verlieh ihm den Nobelpreis aber dennoch, obwohl die Schwedische Akademie erhebliche Bedenken gegenüber der literarischen Qualität seines Werkes hegte. Daraufhin begründete Sartre seine Ablehnung des Preises in einer Erklärung, die er seinem schwedischen Verleger zukommen ließ und die in der schwedischen Presse veröffentlicht wurde. Eine deutsche Übersetzung erschien am 30. Oktober 1964 in der Wochenzeitung Die Zeit. Sartre nannte zwei Kategorien von Gründen, „persönliche“ und „sachliche“. Zu den persönlichen Gründen zählte er seine Überzeugung, dass ein Autor seine Stellungnahmen nur mit seinen eigenen Mitteln vertreten solle, nämlich dem geschriebenen Wort. „Der Schriftsteller sollte sich also weigern, sich in eine Institution verwandeln zu lassen, selbst wenn es – wie hier – unter den ehrenvollsten Bedingungen geschieht.“ Als wichtigsten sachlichen Grund bezeichnete er seinen Kampf für die friedliche Koexistenz zwischen „dem, was man den Ostblock nennt“, und dem bürgerlichen Westen. Dieser Kampf solle zwischen Menschen und Kulturen stattfinden, ohne die Intervention von Institutionen. Er lehne daher alle öffentlichen Ehrungen durch Institutionen ab, was auch etwa für den Leninpreis gelte. Da eine Ablehnung des Preises in den Statuten aber nicht vorgesehen ist, gilt er als Preisträger.
Beinahe elf Jahre später, im September 1975, berichteten verschiedene Presseagenturen, dass eine briefliche Anfrage bei der Nobelstiftung eingegangen sei, ob Sartre das Preisgeld doch noch erhalten könne. Stig Ramel, der Präsident der Stiftung, bestätigte den Eingang eines solchen Briefes „aus dem Kreis um Sartre“. Er wisse nicht, ob der Brief von Sartre autorisiert sei, könne aber sagen, dass eine Auszahlung nicht möglich sei, weil das Geld den Regeln entsprechend ein Jahr nach der Preisverleihung in den Stiftungsfonds zurückgeflossen sei. Sartre dementierte heftig, einen solchen Wunsch geäußert zu haben, unter anderem in einem Artikel in Le Monde. Er schrieb, seine Haltung zu dem Preis habe sich nicht verändert und es wäre daher absurd, wenn er das Geld beanspruchte. Axel Madsen vermutet „ein paar junge maoistische Freunde von Sartre“ als Absender des Briefs. In seinen Memoiren aus dem Jahre 2000 griff der schwedische Schriftsteller Lars Gyllensten, langjähriges Mitglied der Schwedischen Akademie, das Thema noch einmal auf: „Sartre oder ein ihm Nahestehender“ habe sich im September 1975 über einen Mittelsmann erkundigt, ob das Preisgeld noch zu haben sei.
Sein Verhältnis zu Beauvoir (nach wie vor per „Sie“) bestand weiter. Ab 1973 war er praktisch blind und nicht mehr in der Lage zu schreiben. Trotzdem versuchte er weiter präsent zu sein, unter anderem mit Interviews und gelegentlichen öffentlichen Auftritten. 1974 zum Beispiel erregte sein Besuch bei dem seines Erachtens politischen Häftling und RAF-Mitglied Andreas Baader in der JVA Stuttgart öffentliche Aufmerksamkeit. 1979 nahm er noch an einer Pressekonferenz zugunsten der „Boatpeople“ genannten vietnamesischen Flüchtlinge teil. Im April 1980 veröffentlichte die Zeitung Nouvel Observateur einen Teil der Gespräche, die er mit Benny Lévy geführt hatte. Dieser Dialog, der in Deutschland 1993 unter dem Titel Brüderlichkeit und Gewalt erschien, überraschte die Öffentlichkeit und irritierte auch Beauvoir. Sartre diskutierte mit seinem Gesprächspartner neue Positionen, insbesondere im Hinblick auf die zwischenmenschlichen Beziehungen und die Frage nach den „sozialen Bedingungen gelingender Selbstverhältnisse“. Man sah in diesen Gesprächen eine Annäherung Sartres an Lévys Philosophie und dessen jüdischen Glauben.
Jean-Paul Sartre starb im Alter von 74 Jahren am 15. April 1980 in Paris. Er blieb bis zuletzt eine bekannte Persönlichkeit des öffentlichen Lebens: Sein Tod wurde weltweit wahrgenommen und bei seiner Beerdigung in Paris folgten 50.000 Menschen dem Sarg.

## Pädophiliedebatte
1977 unterschrieb Sartre einen Appell zur Entkriminalisierung der Pädophilie, der in den Zeitungen Libération und Le Monde erschien. Anlass war der Prozess gegen drei Männer, die wegen Unzucht mit zwölfjährigen Jungen und Mädchen strafrechtlich verurteilt wurden. Initiator des Appells war der Schriftsteller und führendes Mitglied der Pädophilenbewegung Gabriel Matzneff. Sartres Unterstützung der „Pro-Pädophilen-Petition“ erregt auch posthum internationale Aufmerksamkeit und Kritik. Zu den Unterzeichnern des Schreibens zählten etwa sechzig prominente Vertreter des Kulturbetriebs, darunter Simone de Beauvoir, Gilles Deleuze, Guy Hocquenghem, Louis Aragon, Roland Barthes, Philippe Sollers und der spätere Kulturminister Jack Lang. Nach einer Studie von Gerhard Schreiber zur sexualisierten Gewalt zählen die Mitunterzeichner zu den Reihen der „Aktivisten und Unterstützer[] der Pädophilenbewegung“.
Kate Kirkpatrick benennt in ihrer Beauvoir-Biographie mindestens eine sexuelle Intimität zwischen de Beauvoir und einer ihrer minderjährigen ehemaligen Studentinnen, an der auch Sartre aktiv beteiligt gewesen sein soll. Die Analysen der israelischen Rechtswissenschaftlerin Shulamit Almog konstatieren, dass nach heutigen Maßstäben die Handlungen von de Beauvoir und Sartre „unter den Verdacht der sexuellen Belästigung“ stehen.

## Werk

### Philosophie
In dem philosophischen Essay Die Transzendenz des Ego (La transcendance de l’ego. Esquisse d'une description phénoménologique), welcher 1936/37 erschien, zeigt sich Sartre als selbständiger Philosoph. Hier bearbeitete Sartre Themen, die ihn von nun an wiederkehrend beschäftigten: Wie ist das Ego beschaffen? Das ICH und das Psychische als Objekte. Das transzendentale Bewusstsein. „Es genügt, daß das ICH zur gleichen Zeit wie die Welt ist und daß die, rein logische, Subjekt-Objekt-Dualität endgültig aus den philosophischen Überlegungen verschwindet. Die Welt hat das ICH nicht geschaffen und das ICH hat die Welt nicht geschaffen, es sind zwei Objekte für das absolute unpersönliche Bewusstsein, durch das sie sich verbunden finden.“
1938 ist Literatur für Sartre Welterschließung und Philosophie Problemlösung. Die Literatur soll, durch raffiniertes Zusammenfügen von Wörtern, die Welt enthüllen. Die Philosophie hingegen arbeitet mit zum Teil vieldeutigen Begriffen. Die Erhöhung der Literatur zum Instrument der Erkenntnis ist selbst schon Teil seines philosophischen Programms. Prosaische Sprache ist dabei auf zweierlei Weise nützlich: Sie ist in der Literatur ein Instrument der Welterschließung, und sie soll möglichst eindeutige Bedeutungen haben. Sartre hat sich früh intensiv mit dem Unterschied zwischen Prosa und Poesie beschäftigt.
Für Sartre ist die Sprache das bevorzugte Instrument und Ausdrucksmittel, die Welt kennenzulernen und darzustellen, eine Auffassung, die in dem Roman Der Ekel (la nausée) implizit zum Ausdruck kommt.
In dem Roman Der Ekel postuliert Sartre einen Gegensatz zwischen Existenz und Sein. Bei Erik Michael Vogt heißt es dazu: „Hinter der Existenz ist das Sein, so wie hinter der Hand Roquentins die Hand Rollebons (…) ist. Die Existenz wird zum Ort einer vorgängigen Inskription durch das Sein.“ Die Wahrheit der Existenz kann nur durch die Sprache vermittelt werden und ist insofern niemals rein und im Gegensatz zum Sein niemals ein Zustand ohne Sprache, ohne Zeichen.
Die Philosophie von Die Transzendenz des Ego und Der Ekel mündet in die von Das Sein und das Nichts (L'être et le néant, 1943) – Sartres philosophischem Hauptwerk vor seiner Hinwendung zum Marxismus. In diesem geht es um das Sein und um die zwei Seinsregionen An-sich und Für-sich (Bewusstsein).
Bewusstsein und die Dinge der Welt (An-sich) können niemals dieselbe Identität haben. Ein Bewusstsein ist immer Bewusstsein-von-etwas. Das Sein (des An-sich) bietet sich der Enthüllung nur in der Erscheinung an. „Tatsächlich ist das Sein sich selbst opak, eben weil es von sich selbst erfüllt ist. Das drücken wir besser aus, wenn wir sagen, das Sein ist das, was es ist.“ (Das Sein und das Nichts, S. 42) Das Bewusstsein ist unabhängig vom An-sich, es ist seine eigene Seinsregion. „Das Sein des Bewusstseins bleibt daher kontingent, insofern dieses Sein an sich ist, um sich in Für-sich zu nichten, das heißt, es gehört nicht dem Bewusstsein zu, es sich zu geben oder es von anderen zu empfangen.“ (Das Sein und das Nichts, S. 176) Daraus ergibt sich, dass das Bewusstsein und die Reflexion nicht eins sind. „Die Reflexion ist das Für-sich, das von sich selbst Bewusstsein hat.“ (Das Sein und das Nichts, S. 289) Da sich das Für-sich (das Bewusstsein) verzeitlicht, ist die Reflexion mit dem Für-sich quasi unmittelbar gegeben. Sartre trennt Bewusstsein und Reflexion jedoch strikt voneinander.
Auch das Ego gehört zur Seinsregion des An-sich. „Sobald das Bewusstsein auftaucht, macht es sich durch die reine nichtende Bewegung der Reflexion zu einem personalen: denn was einem Sein die personale Existenz verleiht, ist nicht der Besitz eines Egos – das nur das Zeichen der Persönlichkeit ist –, sondern das Faktum, für sich als Anwesenheit bei sich zu existieren.“ Das Bewusstsein setzt sich als Bewusstsein (von) sich. Das Für-sich kann nicht der Grund seines eigenen Seins sein und wird stets durch ein An-sich bedingt. Sartre nennt das Für-sich den „Riss im Sein“, das Nichts, das durch das Sein geseint wird. Das Für-sich hat zu Objekten aller Art, ob materiell, biologisch, psychisch, eine setzende, gesetzte Distanz. Für-sich und An-sich sind zwei verschiedene Seinsregionen desselben Seins. Das Für-sich, das Bewusstsein, ist nicht, es existiert, denn es hält immer Distanz zum Sein, auch zu sich (zu seinem eigenen Sein), es leiht sich fortwährend sein Sein vom Sein, ohne sich vom Sein einfangen zu lassen und dabei zu erstarren; es ist das geseinte Nichts im Sein.
Deutlich wird hierbei, warum Sartres Philosophie dieser Jahre häufig als idealistische (französische) Bewusstseinsphilosophie bezeichnet wird.
Die Implikationen seiner Philosophie dieser Jahre, insbesondere des Ekels und seines ersten philosophischen Hauptwerks Das Sein und das Nichts, lassen sich folgendermaßen zusammenfassen:
Sartre ist Antinaturalist. Er glaubt, im Gegensatz zu vielen seiner Zeitgenossen, an das Böse. Es gibt für ihn eine unüberbrückbare Spannung zwischen Mensch und Welt. „Der Geist der Ernsthaftigkeit“ will sich der Erfahrung der Kontingenz, des Ekels nicht stellen. „Der Bürger“ – nicht als soziologische Kategorie – hält die bestehende Ordnung und Einrichtung der Welt für notwendig und sinnvoll („Geist der Ernsthaftigkeit“) und für rechtmäßig. „Der Bürger“ ist, er ruht im Sein, er ist mit dem Sein verbunden. „Der Bürger“ ist hier als eine ontologische Kategorie zu verstehen. Für Sartre hingegen ist nichts notwendig, es gebe keine natürlichen Beziehungen untereinander und zur Welt. Man könne der Kontingenz nicht entkommen, diese sei absolut, das Leben habe keinen Sinn. Es gebe keine Heilung, die den unüberwindbaren Bruch zwischen dem Bewusstsein und den Dingen der Welt tilgen könne, keine metaphysische Rettung. Auch in die Vergangenheit legt Sartre keinen Sinn, den sie nicht habe. Die Vergangenheit sei nicht gemeinschaftsstiftend. Des Bürgers Autorität beruhe auf dessen und seiner Vorfahren angeblich sinnstiftender und rechtfertigender Vergangenheit. Der Bürger glaube, diese Vergangenheit habe nur auf ihn gewartet, er sei das Ziel vergangener Zeiten gewesen, und das gelte für den einzelnen Bürger wie für das Bürgertum als Ganzes.
Es gibt verschiedene Textstellen in Der Ekel wie in Die Kindheit eines Chefs (L'enfance d'un chef), die diesen typisch bürgerlichen rechtfertigenden Zugriff auf die Vergangenheit beschreiben.
In Der Ekel erlebt der Ich-Erzähler auch die beunruhigenden Seiten an dieser Haltung: „All jene, die zwischen 1875 und 1910 zur Elite von Bouville gehörten, waren da, Männer und Frauen, sorgfältig gemalt von Renaudas und Bordurin.
Die Männer haben Sainte-Cécile-de-la-Mer erbaut. Sie haben […] gegründet […] Sie haben den berüchtigten Dockerstreik von 1898 niedergeschlagen und haben 1914 ihre Söhne dem Vaterland geopfert. […] vom Ehrenplatz aus ließ der Kaufmann P[…] einen klaren Blick auf mich fallen. […] Da begriff ich alles, was uns trennte: was ich über ihn denken mochte, berührte ihn nicht; das war nichts weiter als Psychologie, wie sie in Romanen betrieben wird. Aber sein Urteil durchbohrte mich wie ein Schwert.“
Der Bürger könne sich die Welt nicht anders vorstellen als sie sei. Folgerichtig skizziert Sartre ein paar Jahre später den Kollaborateur als einen Menschen, der sich den vollendeten Tatsachen füge. Dabei nehme der Kollaborateur allerdings die Perspektive der Zukunft ein, aus der jede Vergangenheit und jedes Elend zu einem guten Ende führen würde und darin aufgehoben wäre.
Äußerliche Zwänge gesellschaftlicher, natürlicher oder göttlicher Art leugnet Sartre. Dies sind Zufälligkeiten. Es sind jedoch nur die Grenzen der Situation des Menschen, nicht die Grenzen seiner Freiheit. Der Mensch hat die Kontingenz, diese Grenzen zu übernehmen, zu integrieren und damit die Möglichkeit sie zu überschreiten. Freiheit ist somit die winzige Bewegung über das Gegebene hinaus. Der Mensch trägt insofern Verantwortung, als er derjenige ist, der das Gegebene auf sich nimmt und gleichzeitig mit diesem Aufsichnehmen das Gegebene in seiner Freiheit negieren kann.
In einem Turm gefangen kann der Mensch nicht ohne Weiteres flüchten, aber er kann planen zu flüchten, er kann sich mit der Möglichkeit einer Flucht beschäftigen. Der Mensch kann sich jederzeit über die Situation hinaus entwerfen, selbst wenn er dabei scheitert. Das Scheitern ist nicht der Gegensatz zur Freiheit, sondern eine menschliche Möglichkeit, die sich aus seiner Freiheit ergibt. Die Dinge leisten uns keinen Widerstand. Durch unsere Entwürfe können die Dinge zu einem Widerstand werden. Sartres Beispiel: Der Felsen zum Gipfel kann mir nur Widerstand leisten, wenn ich mir vorgenommen habe, den Gipfel zu erklimmen.
Der Mensch ist in Situation frei, nicht im luftleeren Raum: „So ahnen wir langsam das Paradox der Freiheit: es gibt Freiheit nur in Situation, und es gibt Situation nur durch die Freiheit. Die menschliche-Realität begegnet überall Widerständen und Hindernissen, die sie nicht geschaffen hat; aber diese Widerstände und Hindernisse haben Sinn nur in der freien Wahl und durch die freie Wahl, die die menschliche-Realität ist.“
Am bündigsten formuliert er seine These mit dem Satz „Die Existenz geht dem Wesen voraus“ („L'existence précède l’essence“) – einzig sein nacktes Dasein ist dem Menschen vorgegeben; was ihn am Ende ausmacht, muss er erfinden. Dass die Existenz dem Wesen, der Essenz, vorangehe, ist allerdings eine Formulierung, die der Vorsicht bedarf. Die Formulierung stammt aus einem am 29. Oktober 1945 gehaltenen Vortrag, dessen Druckfassung in der Folgezeit misslicherweise einer der bekanntesten Texte Sartres werden sollte. Die Darstellung seiner philosophischen Thesen in diesem Vortrag stellt – auch nach seiner eigenen Anschauung – eine sehr geglättete und nicht sehr gelungene dar. Laut Annie Cohen-Solal „galt“ die Druckfassung des Vortrags „lange Zeit zum größten Entsetzen Sartres als ‚existentialistische Bibel‘, als ein vorzeitiges ‚kleines rotes Buch‘ und vereinfachende Kurzfassung von L'être et le néant“. In diesem Vortrag steht diese Formulierung auch dafür, „dass der Mensch erst existiert, auf sich trifft, in die Welt eintritt, und sich erst dann definiert.“ Eine im Vergleich zu Das Sein und das Nichts doch recht mechanistische Beschreibung, denn dass die Existenz dem Wesen vorangehe, soll ja keine zeitliche Reihenfolge beschreiben, sondern eine ontologische. In der menschlichen-Realität sind Existenz und Wesen natürlich nicht zu trennen. Sartre würde schon zugestehen, dass mit der Existenz des Menschen quasi zeitgleich das Wesen des Menschen hervortrete.
„Was sagt er eigentlich selbst zum Humanismus, zu dieser Philosophie des Menschen, die […] angeprangert wurde und dessen letztes Bollwerk zu sein man ihm vorgeworfen hat? Er ist der Autor eines Buches, Der Ekel, das […] lange vor dem berühmten und vielleicht auch ärgerlichen Vortrag Der Existentialismus ist ein Humanismus das urkomische, aber auch unerbittliche Porträt dessen zeichnet, was er selbst unter Humanismus versteht.
[…]
Ist der Existentialismus ein Humanismus? Aber nein, ganz sicher nicht. Vielmehr die erste Manifestation des zeitgenössischen Antihumanismus. Dieser frühe Existentialismus macht in einer bis dahin unbekannten Weise und radikaler als alle Repräsentanten des ‚Denkens von ‘68‘ zusammen allen Formen des Humanismus den Prozeß.“
Allerdings postuliert Sartre hier eine Art kategorischen Imperativ, wenn er behauptet, dass die Forderung nach Freiheit durch den einzelnen jene für alle automatisch nach sich ziehe, was Klaus Hartmann eine „ethische Idee ab extra“ genannt hat, die auf der Grundlage von Das Sein und das Nichts nicht zu begründen und wohl der historischen Konjunktur geschuldet ist.
Zu den Texten des antihumanistischen Sartre, des anarchischen libertären Sartre, im Gegensatz zum Sartre der Kritik der dialektischen Vernunft, gehören die Überlegungen zur Judenfrage. Allein das Datum der Veröffentlichung eines Textes zum Antisemitismus zeugt von intellektueller Größe. Ungekürzt erschien der Text erstmals 1946, zu einem Zeitpunkt, als auch in Frankreich die meisten von den Verstrickungen und der Beteiligung am Holocaust nichts wissen wollten. Ein Auszug aus dem letzten Absatz des Textes: „Wir alle sind mit dem Juden solidarisch, weil der Antisemitismus geradewegs zum Nationalsozialismus führt. Und wenn wir die Person des Juden nicht achten, wer soll uns dann achten? […] sagen wir, dass Antisemitismus kein jüdisches Problem ist: es ist unser Problem. […] Kein Franzose wird frei sein, solange die Juden nicht im Besitz ihrer vollen Rechte sind. Kein Franzose wird in Sicherheit sein, solange noch ein Jude in Frankreich und in der ganzen Welt um sein Leben fürchten muss.“
Die Abstraktheit seiner eigenen These von der absoluten Freiheit des Individuums angesichts der historischen Wirklichkeit (Krieg, Holocaust) erfuhr Sartre jedoch am eigenen Leibe, als er einberufen wurde. Auf Grund dieser Erfahrung, die ihm nicht freiwillig widerfuhr, modifizierte er allmählich seine Philosophie. Werke wie Le diable et le bon dieu, 1951, und Critique de la raison dialectique, 1960, bekräftigten nun, dass das Wesen des Menschen, die Realität seines Daseins und Tuns, nachhaltig gesellschaftlich geprägt seien. In seinem Leben wie in seinem Werk wendete sich Sartre zunehmend dem Marxismus zu.
„Das Leben“ habe ihn „‚die Macht der Dinge‘ gelehrt“, so Sartre in einem Interview 1969, und: „Ich bin davon überzeugt, dass der Mensch immer etwas aus dem machen kann, was man aus ihm macht. Heute würde ich den Begriff Freiheit folgendermaßen definieren: Freiheit ist jene kleine Bewegung, die aus einem völlig gesellschaftlich bedingten Wesen einen Menschen macht, der nicht in allem das darstellt, was von seinem Bedingtsein herrührt.“ Ganz neu waren diese Einsichten allerdings nicht, denn schon in Das Sein und das Nichts sprach er beispielsweise von dem „Widrigkeitskoeffizient der Dinge“. Nun sind die „Dinge“ insbesondere gesellschaftliche Bedingungen. Auch zur Zeit von Das Sein und das Nichts hat Sartre nicht gemeint, einzelne Entscheidungen könnten unabhängig von realen Begebenheiten getroffen werden. Es ging und geht ihm auch später um den Entwurf – nicht im Sinne einer einzelnen Entscheidung, sondern um den Entwurf, der als Ganzes die Grundlage des individuellen Handelns ist und damit gleichzeitig die Überschreitung der gegenwärtigen vorgefundenen Situation auf eine Zukunft hin; den Entwurf, der das Sein des einzelnen Menschen ausmacht.
In diesem Sinne hat Sartre auch zu der Zeit, als er den Existentialismus in den Marxismus integriert, nicht von der Grundthese, die Existenz komme vor dem Wesen (esse), abgelassen. Das soll heißen: Das Wesen des Menschen als Gattung ist nicht definierbar, nicht unabänderlich geschaffen, nicht vom Himmel gefallen, vielmehr schafft der einzelne Mensch fortwährend sein eigenes Wesen. „Die Existenz kommt vor dem Wesen“ ist eine negative Bestimmung der Gattung Mensch.
Sartre nimmt an der Heidegger-Rezeption in Frankreich verspätet teil. Sartre greift Heideggers Idee auf, dass die Grundverfassung des Menschen, begrifflich gefasst als Dasein, das „In-der-Welt-sein“ ist: Das Sein des Daseins wird vom jeweiligen Dasein selbst entschieden. Heidegger sah in Sartres Subjektphilosophie jedoch einen Rückfall in den neuzeitlichen Subjektivismus. Für Sartre konstituiert sich das Bewusstsein und damit das Subjekt als Für-sich gegenüber dem von ihm wahrgenommenen etwas, dem An-sich. Das Bewusstsein konstituiert sich also, indem es sich negativ – als das, was es nicht ist – bestimmt. Diese Negation ist das Nichts als dem Subjekt Zugehöriges. Während außerdem Sartre die absolute Freiheit des Menschen betont, versucht Heidegger hingegen das Dasein durch Existenzialien zu erfassen. Auf Sartres Ausspruch in seinem Vortrag Der Existenzialismus ist ein Humanismus „wir befinden uns ja auf einer Ebene, wo es nichts gibt außer den Menschen“ reagiert Heidegger in seinem Brief an Jean Beaufret, dem Brief Über den Humanismus, mit „précisément nous sommes sur un plan où il y a principalement l’Être.“ In diesem Brief macht Heidegger deutlich, dass seine und Sartres Denkweisen unvereinbar nebeneinander stünden.
Allgemein betrachtet man den Einfluss Heideggers auf Sartre, obwohl man bei den Wegbereitern der Französischen Philosophie der Generation Sartres gern von den drei Hs spricht (Hegel, Husserl, Heidegger), inzwischen als nicht übermäßig groß. Sartres Lesart von Heidegger ist, wie so oft bei ihm, selektiv und darauf bedacht, Anregungen für das eigene philosophische Projekt zu bekommen. „Dasein“ wird auf Grund der Übersetzung Henry Corbins zu „réalité-humaine“ und verliert bei Sartre schnell die Heideggerschen Konnotationen. (Folgerichtig wird in der Neuübersetzung von Das Sein und das Nichts von Hans Schöneberg und Traugott König der Ausdruck „réalité-humaine“ meist nicht mit „Dasein“ rückübersetzt.) Sartre, der durchaus die Problematik der eigenwilligen Übersetzungen Corbins ins Französische sah, eignete sich die Begriffe Heideggers beziehungsweise deren Übersetzungen in einer Weise an, wie diese seiner Philosophie am besten nutzten. Dies galt nicht allein für die Philosophie Heideggers. „Wenn er (Sartre) Autoren zitiert oder paraphrasiert, so tut er das meist aus dem Gedächtnis und […] in interpretierender Weise. Dieser in Frankreich verbreitete unakademische Umgang mit evozierten Texten, der auch Missverständnisse, Irrtümer und falsche Erinnerungen nicht ausschließt, erwies sich bei Sartre – doch nicht nur bei ihm – als außerordentlich produktiv. Nie geht es ihm um den pedantischen Nachweis einer theoretischen Vorläuferschaft oder einer theoretischen Aporie. Vielmehr benutzt er erinnerte Formulierungen anderer als Formulierungshilfen zur Präzisierung seines eigenen Denkens.“ So Traugott König in seinem Anhang Zur Neuübersetzung in Das Sein und das Nichts.
Erheblich größer als der Einfluss Heideggers dürfte der von Hegel, Nietzsche und Husserl auf Sartre sein, vermutlich auch der von Bergson und seinem literarischen Vorbild Gide. Neben Heidegger bezieht sich Sartre in Das Sein und das Nichts, und sei es in Abgrenzung, häufig auf Hegel, Bergson und Husserl. Das Werk Husserls ist wohl dasjenige, das Sartre am nachhaltigsten beeinflusst. Dessen Werk lernt Sartre durch die 1930 veröffentlichte Studie von Levinas kennen, La théorie de l'intuition dans la phénoménologie de Husserl, die er 1933 liest, bevor er Husserl 1933–1934 in Berlin im Original studiert. Levinas selbst scheint aus der Ferne auch nicht ganz ohne Wirkung auf Sartres philosophisches Werk zu sein. Auf alle Fälle wendet sich Sartre zeitlebens, bei allen sonstigen Wendungen und positionellen und politischen Veränderungen, einmal damit in Berührung gekommen niemals mehr von der Phänomenologie ab.
In den 1950er-Jahren überprüft Sartre den Standpunkt seines Existentialismus und widmet sich zunehmend den Bereichen Gesellschaft und Geschichte. Der Artikel Questions de la méthode (Fragen der Methode), hervorgegangen aus der Gelegenheitsarbeit Marksizm i Egzystencjalizm für die polnische Zeitschrift Twórczosc ist als das erste größere Dokument dessen zu betrachten, dass Sartre „den Marxismus als die unüberschreitbare Philosophie unserer Zeit“ ansah.
Sartre diagnostiziert in diesem Artikel einen Stillstand des Marxismus. Der Existentialismus hat als Ideologie seine Daseinsberechtigung, denn er ist „die einzige konkrete Annäherung an die Realität“. Zwar „zielen Existentialismus und Marxismus auf ein und dasselbe Objekt; der Marxismus jedoch hat den Menschen in der Idee aufgehen lassen, der Existentialismus hingegen sucht ihn überall, wo er geht und steht, bei seiner Arbeit, zu Hause und auf der Straße.“ Sartre wehrt sich gegen eine Idee des Menschen, das Wesen des Menschen ist nicht festgeschrieben. Trotz seiner Hinwendung zum Historischen Materialismus lässt Sartre keineswegs seine Standpunkte widerspruchslos fallen. In der „Schlussfolgerung“ heißt es: Die „‚Ideologie‘ der Existenz […] ist in der Tat der Ansicht, dass sich die menschliche Realität in dem Maße, in dem sie sich macht, dem direkten Wissen entzieht.“
Nachdem die Methoden benannt sind, Marxismus und Existentialismus zusammenzuführen, findet das eigentliche Projekt in der Kritik der dialektischen Vernunft statt. Man beachte dabei, dass im Original der Critique de la raison dialectique eben jene Questions de la méthode vorangestellt sind. Die kritische Bestimmung der dialektischen Vernunft stellt dabei die Korrektur des erstarrten Marxismus dar. Der Marxismus macht aus der Dialektik der menschlichen Behandlung der Natur im ersten Schritt eine alles umfassende Naturdialektik, welcher die Menschen vice versa im zweiten Schritt vollkommen unterworfen sind. Aber die menschliche Geschichte ist keine „Totalität“, sondern eine nicht endende „Totalisierung“. Die menschliche Geschichte ist immer unabgeschlossen.
Jedoch kann man für Sartre die Geschichte als Einheit bestimmen, sonst bliebe sie unverständlich. Sartre fasst die Geschichte in der Totalisierung als Bewegung wie als Einheit auf. Aber wie können wir diese Geschichte verstehen? „Wenn die dialektische Vernunft existiert, so kann sie vom ontologischen Standpunkt aus nur die ablaufende Totalisierung sein […]; und vom erkenntnistheoretischen Standpunkt aus kann sie nur die Durchlässigkeit dieser Totalisierung zu einer Erkenntnis sein, deren Verfahrensweisen prinzipiell totalisierende sind. […] So ist also die Dialektik totalisierende Aktivität.“ Da die menschliche Praxis, sei es die eines Individuums oder einer Gruppe, intentional ist, ist sie verstehbar. Sartre nennt als weitergehende „Erklärung alle verzeitlichenden und dialektischen Evidenzen, insofern sie alle praktischen Realitäten totalisieren können müssen, und (beschränkt) den Begriff Verstehen auf das totalisierende Begreifen jeder Praxis, insofern sie durch ihren oder ihre Urheber intentional hervorgebracht wird.“
Der Sartre der Kritik der dialektischen Vernunft räumt im Gegensatz zu früher der Gruppe enorme Bedeutung zu. Die Gruppe ist in besonderen geschichtlichen Momenten weder eine zufällige Ansammlung, eine Serie, noch eine Gruppenbildung ohnmächtiger Individuen, sondern eine Gemeinschaft, die sich auf ein Ziel hin totalisiert. Die Individuen finden in einer Gemeinschaft, in der sie mit anderen die Unfreiheit teilen, ihre Freiheit wieder. Doch solche Gemeinschaften sind nicht von langer Dauer. Sie müssen sich institutionalisieren. Hierbei spielt der freiwillige Eid eine Rolle. Der Eid kann den Widerspruch einer Gruppe zwar nicht auflösen, aber er soll der Auflösung der Gruppe vorbeugen. Im Folgenden (eigentlich bis zum Ende des Buches) verherrlicht Sartre die Gewalt als wichtiges gruppenbildendes Moment. Er zeigt sich hier leider als einer der vielen Denker des 20. Jahrhunderts, die die Gewalt als quasi unvermeidbar oder gar als Motor der Geschichte betrachten. Dieser sogenannte „spätere“ Sartre wird aus genau diesem Grund heute von vielen abgelehnt oder zumindest sehr kritisch betrachtet.
In den im französischen Original der Kritik der dialektischen Vernunft als erstes Werk aufgenommenen Fragen der Methode heißt es am Ende der Schlussfolgerung zu der „Notwendigkeit“ der „existentiellen Untersuchungen“ auf Grund der Doktrin der Marxisten: „Solange die Doktrin sich ihrer Anämie nicht bewusst wird, solange sie ihr Wissen auf eine dogmatische Metaphysik (Dialektik der Natur) gründen wird, statt es auf das Verstehen des lebendigen Menschen zu stützen, solange sie unter der Bezeichnung Irrationalismus alle Ideologien abtut, die – wie Marx es getan hat – das Sein vom Wissen trennen und im Rahmen der Anthropologie die Erkenntnis des Menschen auf die menschliche Existenz gründen wollen, solange wird der Existentialismus seine Untersuchungen fortführen.“

### Aspekte des Existenzialismus
Ontologischer Ansatz: Der Mensch ist das einzige Seiende, bei dem die Existenz (dass er ist) der Essenz (was er ist) vorausgeht, was jedoch nicht als zeitliche Reihenfolge zu verstehen ist.
Begründung: Sein Wesen bestimmende Grundzüge (was er sein soll, damit er eigentlich Mensch ist) gibt es nicht. Sartre geht davon aus, dass es keinen Gott gibt, der den Menschen Werte auferlegt haben könnte, und keine außerhalb des Menschen liegende verbindliche Ethik.
Die Lage des Menschen ist also durch absolute Freiheit gekennzeichnet: „Ich bin dazu verdammt, frei zu sein“ oder: „Der Mensch ist der Statthalter des Nichts“ (Heidegger). Dieser Grund-Situation hat sich der Mensch zu stellen. Alles andere wäre eine Selbsttäuschung. „Es gibt keine Natur des Menschen, die den Menschen festlegt, sondern der Mensch ist das, wozu er sich macht.“
Daraus folgen einige Feststellungen:
„Der Mensch ist voll und ganz verantwortlich“, zunächst für seine Individualität: Mit seinem Tun „zeichnet er sein Gesicht“. Gleichzeitig aber auch für die ganze Menschheit, denn mit seinen Entscheidungen zeigt er auch, was der Mensch sein kann. Insofern ist er immer auch ein Gesetzgeber.
„Der Mensch ist Angst.“
„Der Mensch ist Verlassenheit.“
„Der Mensch ist Verzweiflung.“
„Es gibt Wirklichkeit nur in der Tat“: Der Mensch entdeckt sich in seinem Entwurf, er überschreitet sich, indem er sich auf etwas entwirft. Die Liebe existiert für Sartre nur als verwirklichte Beziehung, das Genie nur als verwirklichtes Genie.
Historische Situation und menschliche Bedingung: „Die historische Situation ändert sich. Was sich nicht ändert, ist die Notwendigkeit, in der Welt zu sein, darin an der Arbeit, darin inmitten der anderen zu sein und sterblich zu sein.“
Die Bedeutung der anderen: Um irgendeine Wahrheit über mich zu erfahren, muss ich mich im anderen spiegeln können. Der andere ist für die Erkenntnis, die ich von mir selber habe, unentbehrlich. Die Entdeckung meines Innersten enthüllt mir zugleich den anderen als eine mir gegenüberstehende Freiheit. Man wählt im Angesicht der anderen, und man wählt sich im Angesicht der anderen. Sartre zeigt in einer Analyse des Angeblicktwerdens („Der Blick“ in: Das Sein und das Nichts), wie ich dem Urteil des anderen unterworfen bin: Der andere als das konkurrierende Bewusstsein, das mich als An-Sich betrachtet, das mich in einem bestimmten Moment oder in meiner Rolle festlegt.
Die existentialistische Moral: Sartre betont die Ähnlichkeit mit dem Akt künstlerischen Schaffens. Man muss die Moral mit der Gestaltung eines Kunstwerkes vergleichen. Gründe: Ein Künstler lässt sich nicht durch festgelegte Regeln leiten. Er muss auch kein bestimmtes Bild machen. Der Künstler bindet sich in die Gestaltung seines Bildes ein; und das Bild, das zu machen ist, ist genau das Bild, das er gemacht haben wird. Wir befinden uns mit unserer Moral in einer vergleichbaren, nach Kreativität verlangenden Lage. Der Inhalt ist immer konkret und daher unvorhersehbar; er ist immer erfunden. Was allein zählt, ist, zu wissen, ob die Erfindung, die getätigt wird, im Namen der Freiheit getätigt wird.
Kann ich ein moralisches Urteil über andere fällen? Wenn der Mensch einmal erkannt hat, dass er in Verlassenheit Werte setzt – dann kann er nur eines noch wollen, nämlich die Freiheit als Grundlage aller Werte. So kann ich im Namen der menschlichen Befindlichkeit als Freiheit Urteile fällen über diejenigen, die danach trachten, die Autonomie ihres Daseins und ihre totale Freiheit zu verbergen.
Die Transzendenz ist ein konstitutives Merkmal des Menschen, aber nicht in dem Sinne, dass ein Bezug zu Gott hergestellt wird, was ja als Konsequenz des fehlenden Gottesbeweises nicht mehr möglich ist. Vielmehr ist Transzendenz bei Sartre das Überschreiten der Ichheit.
Der Existentialismus ist ein Humanismus, „weil wir (die Existentialisten) den Menschen daran erinnern, dass es keinen anderen Gesetzgeber als ihn selbst gibt und dass er in der Verlassenheit über sich selbst entscheidet; und weil wir zeigen, dass der Mensch sich menschlich verwirklicht nicht durch Rückwendung auf sich selbst, sondern durch die ständige Suche eines Ziels außerhalb seiner – wie diese Befreiung oder jene konkrete Leistung.“